# Opheliac
Az Opheliac Emilie Autumn amerikai énekes-dalszerző harmadik stúdióalbuma. Eredetileg 2006. szeptember 1-jén jelent meg; ez Emilie első albuma, amit szélesebb körben terjesztettek és nem csak az énekesnő független lemezcégén, a Traitor Recordson keresztül volt kapható. Az albumon a stúdiófelvételek mellett versek és koncertfelvételek is találhatóak, részletek abból, ahogy Emilie előadta a Misery Loves Company című dalt 2006. január 12-én a WGN Morning Showban, illetve három rövid videóklip Inside the Asylum: Lessons in Being a Wayward Victorian Girl címmel.
Az albumot egy azonos című középlemez előzte meg 2006 tavaszán. Ez az album előzetese volt, az első hat dal szerepelt rajta, valamint a Marry Me és utána rejtett számként a Thank God I'm Pretty. Egy gyártási hiba miatt az ötödik dal, az I Want My Innocence Back nem játszható le.
Az Opheliac album először Európában jelent meg korlátozott példányszámú Digipak kiadásban, 2006. szeptember 1-jén, majd világszerte szeptember 22-én, Emilie Autumn születésnapján. Mikor a korlátozott példányszámú kiadás elfogyott, 2007. február 5-én szokványos műanyagtokban is megjelent az album. Az egyes változatok zenei anyaga nem különbözik, de a digipak kiadáshoz poszter is jár. Később Oroszországban is megjelent a két CD-s albumnak csak az első fele.
Emilie 2008. augusztus 6-án bejelentette, hogy október 7-én az Egyesült Államokban is megjelenteti az albumot. Erre a változatra további dalok kerültek fel, például a The Art of Suicide akusztikus változata és az albumra készült, de korábban fel nem került dalok. 2009 októberében, Emilie első amerikai turnéja kezdetekor egy újabb változatát adta ki az albumnak a The End Records, The Deluxe Edition néven.
Az album két dala remixekkel együtt megjelent a Liar/Dead Is the New Alive EP-n. 2009 elején videóklipet és kislemezt is terveztek a Liar című dalhoz.

## Dallista
Minden dal szerzője, producere és előadója Emilie Autumn, kivéve, ahol jelezve van; a keverés Inkydust műve.

### Standard kiadás
1. lemez
1. Opheliac – 5:33
2. Swallow – 6:15
3. Liar – 6:01
4. The Art of Suicide – 5:32
5. I Want My Innocence Back – 3:48
6. Misery Loves Company – 4:28
7. God Help Me – 5:58
8. Shalott – 4:04
9. Gothic Lolita – 6:03
10. Dead Is the New Alive – 5:04
11. I Know Where You Sleep – 3:15
12. Let the Record Show – 3:52

2. lemez
1. Dominant – 3:47
2. 306 – 5:36
3. Thank God I’m Pretty – 4:01
4. Marry Me – 4:50
5. Largo for Violin (Bach) – 4:06
6. Poem: How to Break a Heart – 1:01
7. Poem: Ghost – 2:38
8. Poem: At What Point Does a Shakespeare Say – 0:36

### Deluxe Edition
1. lemez
1. Opheliac – 5:33
2. Swallow – 6:15
3. Liar – 6:01
4. The Art of Suicide – 5:32
5. I Want My Innocence Back – 3:48
6. Misery Loves Company – 4:28
7. God Help Me – 5:58
8. Shalott – 4:04
9. Gothic Lolita – 6:03
10. Dead Is the New Alive – 5:04
11. I Know Where You Sleep – 3:15
12. Let the Record Show – 3:52
13. "Opheliac" Recording Out-Takes – 4:11

2. lemez
1. Thank God I’m Pretty – 4:01
2. Dominant – 3:47
3. 306 – 5:36
4. Gloomy Sunday (Seress/Jávor) – 3:22
5. Asleep (Morrissey/Marr) – 2:26
6. Mad Girl (Acoustic Version) – 3:50
7. The Art of Suicide (Acoustic Version) – 5:45
8. Thank God I’m Pretty (Shoegaze Version) – 4:29
9. Largo for Violin (Bach) – 4:06
10. Marry Me – 4:50
11. Excerpt From "The Asylum for Wayward Victorian Girls" – 1:40
12. Interview with EA – 4:46
13. Poem: How to Break a Heart – 1:01
14. Miss Lucy Had Some Leeches – 2:20